# Francisco Riopardense de Macedo
Francisco Riopardense de Macedo (Porto Alegre, 28 de enero de 1921 - Porto Alegre, 29 de diciembre de 2007) fue un historiador, paisajista, poeta, urbanista, artista plástico, arquitecto e ingeniero brasileño. Definió la fecha de fundación de la ciudad de Porto Alegre mediante investigaciones rigidamente sustentadas en documentos. También investigó la Revolución Farroupilha, la formación urbana de Río Grande del Sur y la prensa gaúcha y brasileña.